# Station Bearley
Bearley is een spoorwegstation in Engeland. 